# Catherine Bréchignac

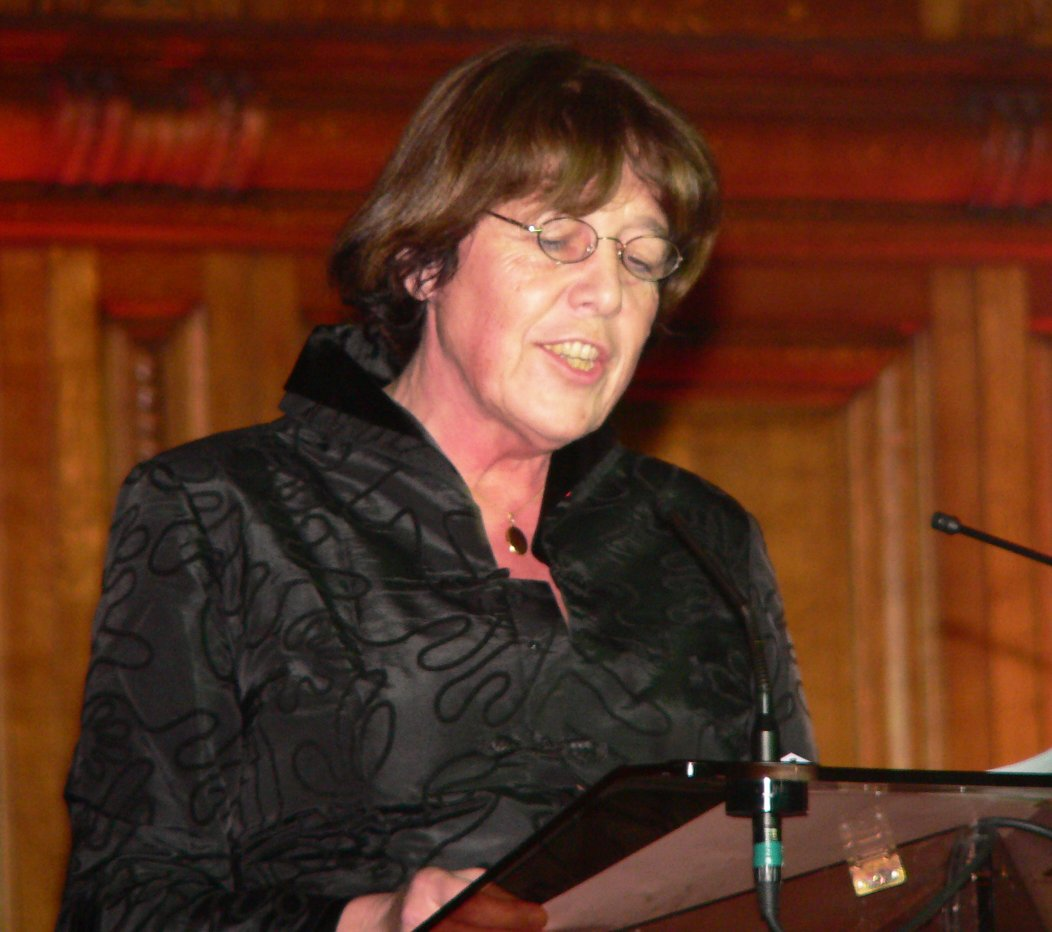
Catherine Bréchignac.

Catherine Bréchignac (* 12. Juni 1946 in Paris) ist eine französische Physikerin.
Im Zuge ihres Studiums an der École normale supérieure de Fontenay-aux-Roses von 1967 bis 1971 erwarb sie eine Maitrise in Physik und ein Diplôme d’études approfondies in Quantenphysik. Nach dem Bestehen der höheren Lehramtsprüfung Agrégation für das Fach Physik im Jahre 1971 wurde sie im CNRS am Aimé-Cotton-Labor in Orsay angestellt und schloss dort 1977 ihre Promotion ab. Es folgte eine Laufbahn als Forscherin, im Laufe deren sie 1989 die Leitung des Aimé-Cotton-Labors übernahm, die sie bis 1995 innehatte. Ihre Forschung betraf hauptsächlich Metallcluster.
Von 1995 bis 1997 war sie wissenschaftliche Direktorin der Abteilung SPM (Physik & Mathematik) des CNRS und schließlich von 1997 bis 2000 Generaldirektorin des CNRS. 2002 bis 2006 war sie Präsidentin der Ingenieursschule Institut d’optique (SupOptique). Am 11. Januar 2006 wurde Catherine Bréchignac zur Vorsitzenden des CNRS ernannt. Im Jahr 2010 wurde sie von Alain Fuchs abgelöst, obwohl sie für ein weiteres Mandat kandidiert hatte.
Im Juni 2010 wurde sie zur Secrétaire perpétuel der Académie des Sciences, d. h. der französischen Akademie der Wissenschaften, gewählt; das Amt trat sie im Januar 2011 an.

## Auszeichnungen
- 1991: Preis der Académie des sciences
- 1994: Silbermedaille des CNRS
- 1997: Korrespondierendes Mitglied der Académie des sciences
- 1998: Mitglied der American Academy of Arts and Sciences
- 2003: Holweck-Preis
- 2005: Mitglied der Académie des sciences
- 2009: Mitglied der Academia Europaea
- 2010: Mitglied der Académie royale des Sciences, des Lettres et des Beaux-Arts de Belgique[3]
- Ritter der Ehrenlegion
- Mitglied der Académie des technologies